# 永遠 (La'cryma Christiの曲)
「永遠」（えいえん）は、日本のヴィジュアル系ロックバンドLa'cryma Christiが1999年8月25日に発表した8枚目のシングル。発売元はユニバーサルミュージック（ポリドール）。アルバムには収録されていない。

## 概要
初のバラードである。ドラマ関係者曰く、ドラマの登場人物の名前が歌詞に隠されているという作りになっている。ドラマの最終回では、TAKAがこの曲をビオラを持って歌うシーンが流れた。
La'cryma Christi最後のオリコンチャートトップ10ランクインシングル。
のちにアルバム『magic theatre』がリリースされたが、c/wの「Blossom」のみの収録となり、タイトル曲はさらにその後のベスト盤『Single Collection』への収録となった。そのためか、『Single Collection』に収録された他のシングルはc/wも収録されたが、本作はタイトル曲のみの収録となった。

## 収録曲
1. 永遠
作詞－TAKA／作曲－KOJI
テレビ朝日系列月曜ドラマ・イン『天国のKiss』挿入歌。このドラマには、TAKAが「SHU」という名前のミュージシャンの役で出演している。
2. Blossom
作詞－HIRO・TAKA／作曲－SHUSE
3. 永遠 (unvocal version)
4. Blosson (unvocal version)

## 収録作品
- magic theatre（#2）
- Single Collection（#1）
- GREATEST-HITS（#2）
- Sound & Vision THE SINGLES + Selection from Live “DECADE”（#1,2）